# Apeadeiro de Tarana
O Apeadeiro de Tarana é uma gare encerrada da Linha do Tua, situada na cidade de Mirandela, em Portugal.

## História
Este apeadeiro situa-se no lanço da Linha do Tua entre as gares de Mirandela e Romeu, que abriu à exploração em 2 de Agosto de 1905, e foi encerrado em 15 de Dezembro de 1991. Este apeadeiro não fazia parte originalmente da linha, tendo sido construído no âmbito do programa do Metro de Mirandela, que previa a reabertura parcial da Linha do Tua, e cujo lanço entre Carvalhais e Mirandela entrou ao serviço em 28 de Julho de 1995.

A 14 de dezembro de 2018 os serviços feroviários do Metro de Mirandela foram suspensos.